# Śliwice (gromada w powiecie oleśnickim)
Śliwice (do 30 XII 1961 Brzezia Łąka; od 1 VII 1968 Brzezia Łąka) – dawna gromada, czyli najmniejsza jednostka podziału terytorialnego Polskiej Rzeczypospolitej Ludowej w latach 1954–1972.
Gromady, z gromadzkimi radami narodowymi (GRN) jako organami władzy najniższego stopnia na wsi, funkcjonowały od reformy reorganizującej administrację wiejską przeprowadzonej jesienią 1954 do momentu ich zniesienia z dniem 1 stycznia 1973, tym samym wypierając organizację gminną w latach 1954–1972.
Gromadę Śliwice z siedzibą GRN w Śliwicach utworzono 31 grudnia 1961 w powiecie oleśnickim w woj. wrocławskim w związku z przeniesieniem siedziby GRN gromady Brzezia Łąka z Brzeziej Łąki do Śliwic i zmianą nazwy jednostki (zwiększonej tego samego dnia o wsie Kiełczów, Wilczyce, Kiełczówek i Piecowice) na gromada Śliwice. Dla gromady ustalono 27 członków gromadzkiej rady narodowej.
1 lipca 1968 gromadę Śliwice  zniesiono w związku ze zmianą nazwy jednostki na gromada Brzezia Łąka.